# Flora Brasiliensis
A Flora Brasiliensis é uma obra notória do século XX, escrita entre 1840 e 1906 por naturalistas alemães e austríacos. O livro é de grande importância para a biologia por catalogar 22.767 espécies em 2.253 gêneros, incluindo todas as espécies vegetais conhecidas até então e mais 5.689 outras novas para a botânica na época. Além das descrições taxonômicas, todas em latim, a obra contém 6.246 litografias, que ajudam na identificação de espécies.
A Flora Brasiliensis é dividida em 15 partes, totalizando 40 volumes com 20.733 páginas ao todo, e foi publicada em 130 fascículos. Ao longo dos 66 anos da confecção da obra, múltiplos biólogos participaram da edição, iniciada pelo alemão Carl Friedrich Philipp von Martius e concluída por August Wilhelm Eichler e Ignatz Urban. Para a coleta e o estudo do material, Martius contou com 65 botânicos e 145 coletores de plantas de vários países. O livro foi patrocinado pelas coroas do Brasil, da Áustria e da Baviera.
Outros trabalhos semelhantes, porém, de amplitude mais restrita, incluem a Flora Brasílica (1940–68), a Flora Ilustrada Catarinense (1965–), a Flora Neotropica (1967–) e a Flora Fanerogâmica do Estado de São Paulo (2001–).

## Histórico

### Coleta do material

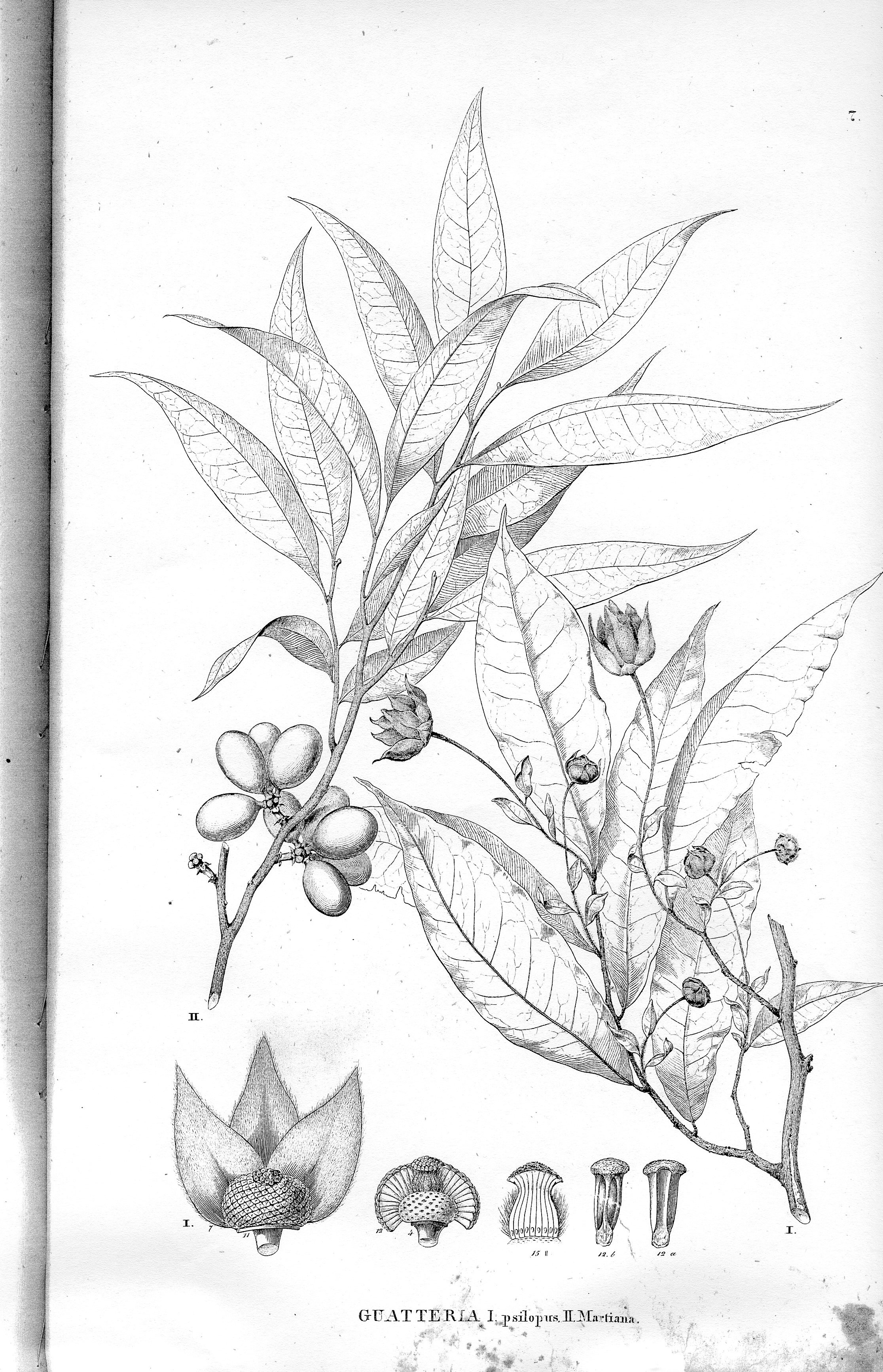
Litografia por von Martius.

Em 1815, o rei Maximiliano I José da Baviera planejou uma expedição científica à América do Sul, mas foi somente em 1817 que o Imperador Francisco I da Áustria conseguiu mandar uma comissão científica ao Brasil, como dote ao Imperador D. Pedro I pelo seu casamento com sua filha, a Arquiduquesa Leopoldina. Entre os cientistas na comissão estavam o botânico Carl Friedrich von Martius e o zoólogo Johann Baptiste von Spix.
A expedição cobriu os estados do Rio de Janeiro e São Paulo e as regiões Norte e Nordeste do Brasil, mas não chegou a ir para os estados do Sul, como o Paraná, até retornarem em 1820. Durante os 3 anos da viagem, coletaram 7.000 espécies vegetais, 85 mamíferos, 350 aves, 130 anfíbios, 116 peixes e 2.700 artrópodes.

### Edição do livro
Martius começou a escrever o livro em 1833, junto com seu professor S. L. Endlicher, mas os primeiros fascículos só foram aceitos e publicados em 1840, quando o chanceler Klemens von Metternich da Áustria decidiu financiar a obra juntamente com D. Pedro II. Este último pagou 10 contos de réis anuais por 56 anos para a continuação do trabalho de Martius.
Até a morte de Martius em 1868, apenas 46 fascículos haviam sido escritos, mas o biólogo Ebcher continuou escrevendo a partir dos estudos de Martius, criando mais 51 fascículos. Os cientistas August Wilhelm Eichler e Ignatz Urban retomaram mais tarde a edição da obra, concluindo os 130 fascículos em 1906.

## O autor

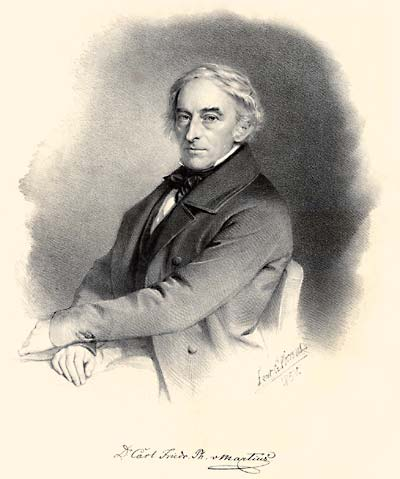
von Martius

Carl Friedrich Philipp von Martius (Erlangen, 17 de abril de 1794 — Munique, 13 de dezembro de 1868) foi um médico, botânico, antropólogo e um dos mais importantes pesquisadores alemães que estudaram o Brasil, especialmente a região da Amazônia. Seus estudos vão desde o estudo da flora e fauna até a etnografia brasileira. Hoje encontram-se bustos de Martius em Munique e no jardim botânico no Rio de Janeiro, além de uma Avenida nomeada Avenida Martius em São Paulo.

## Publicações

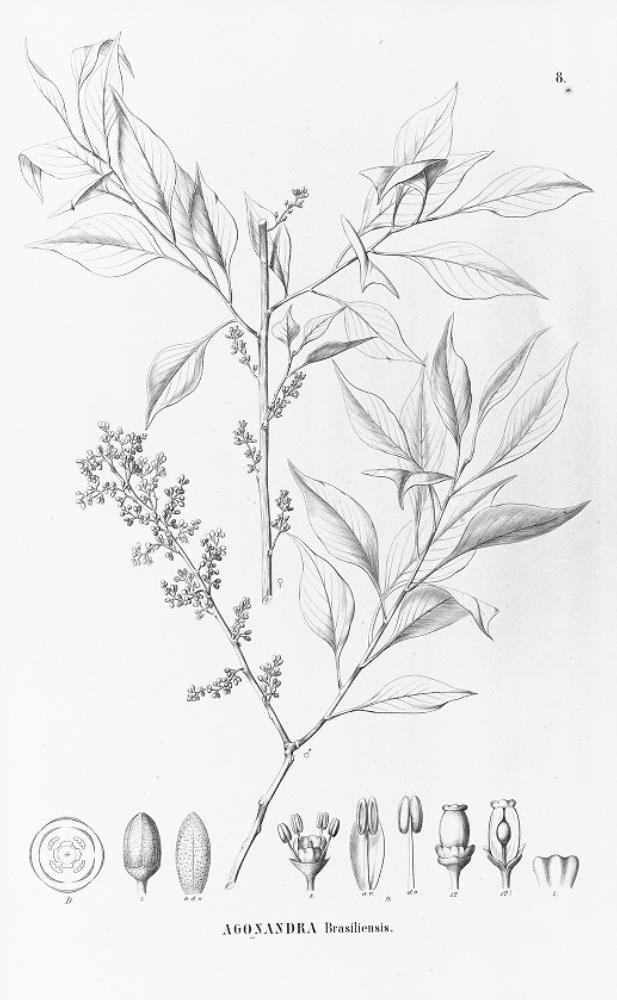
Página da obra.

Além da Flora em si, houve outras publicações resultantes da Expedição Austríaca ao Brasil:
- Reise in Brasilien, 1823-1831. BHL.
- Historia Naturalis Palmarum, 1823-1850. BHL.
- Nova Genera et Species Plantaram, 1824-1832. BHL.
- Icones Selectae Plantarum Cryptogamicarum Brasiliensium, 1828-1834, 3 vols. Brasiliana.
- Flora brasiliensis, 1829-1833, tamanho octavo, 2 vols., primeira tentativa de publicação da obra. Inclui o estudo de algas, líquens, hepáticas e gramíneas. BHL.
- Flora brasiliensis, 1840-1906, tamanho folio, 130 fascículos, reorganizados em 15 vols. com 40 partes. Inclui o tratamento de famílias de plantas vasculares e musgos. BHL.